# Аман, Полин
Полин Аман (швед. Pauline Åhman, полное имя Marie Pauline Åhman, урождённая Landby; 1812—1904) — шведская арфистка.
Первая женщина-инструменталист Королевского придворного оркестра.

## Биография
Родилась 20 апреля 1812 года в Стокгольме в семье пивовара Кристиана Петтера Гермунда Лэндби и его жены Анны Маргареты Фреск. Была старшим ребёнком, где были ещё два брата — Пол Рейнхольд и Ларс Альберт. Полин вышла замуж за винокура Вильгельма Амана, когда ей было всего 17 лет. Вскоре у них родилась дочь Лаура Вильгельмина Амалия. Вторым ребёнком в 1841 году стала также дочь Дженни.
В детстве за Полин ухаживала гувернантка, которая играла на арфе. Девочка тоже проявила интерес к этому музыкальному инструменту и получила одобрение родителей, чтобы начать брать уроки. Игру на арфе изучала с 1830 по 1835 год у шведского арфиста Эдварда Пратте. Будучи одарённой девушкой, она также брала уроки игры на фортепиано и уроки пения у Исака Альберта Берга, оперного певца и преподавателя вокала.
После того, как Аман овдовела в 1842 году, она зарабатывала на жизнь преподаванием игры на арфе и уроков пения, тем самым была вовлечена в музыкальные круги Стокгольма. Иногда выступала на концертах, играя на арфе за кулисами. На одном из таких выступлений её игрой заинтересовался директор Королевского придворного оркестра Якопо Форони, у которого на тот момент отсутствовал арфист. Он нанял Полин Аман в Kungliga Hovkapellet в 1850 году в качестве арфистки. Тем самым она стала первой женщиной Королевского придворного оркестра, а также первой женщиной Швеции, которая профессионально играла на арфе.
Первоначально она работала на замену, постоянную работу получила в 1856 году. Проработала в оркестре много лет, участвовала во многих публичных концертах. Затем работала преподавателем музыки в Королевской высшей музыкальной школы в Стокгольме (в 1870—1875 и 1887—1891 годах). В числе её учеников — Адольф Шёден, Карл Лундин, Мина Гюнтер и Эльфрида Андре. Пост музыканта Королевского придворного оркестра оставила в 1881 году, выйдя на пенсию. К тому времени она бессменно проработала в оркестре под руководством шести разных дирижёров.
В 1890 году Полин Аман потеряла дочь Дженни, которая была учителем игры на фортепиано и которой было всего 48 лет. Вторую дочь Лауру Вильгельмину Амалию она похоронила в 1899 году. Таким образом, Полин Аман пережила всех членов своей семьи. Она перестала играть на арфе и подарила свой инструмент музею Musikhistoriska Museet (ныне Музей музыки и театра). В день 90-летия её посетили члены Королевского придворного оркестра.
Умерла 29 мая 1904 года в Стокгольме и была похоронена на городском кладбище Норра бегравнингсплатсен.